# Seznam skotských vynálezů
Toto je seznam vynálezů, jež spatřily světlo světa ve Skotsku, byly vynalezeny některým ze skotských vynálezců, nebo jimi byly zdokonaleny.

## A
- makadamová vozovka – John Loudon McAdam

## B
- barevná fotografie – James Clerk Maxwell

## D
- dezinfekce – Joseph Lister

## E
- elektrická žárovka – Bowman Lindsay

## F
- fax – Alexander Bain

## J
- jízdní kolo – Kirkpatrick Macmillan

## L
- linoleum – Frederick Walton
- logaritmické tabulky – John Napier

## M
- mořský generátor – Stephen Salter

## P
- parní stroj – James Watt
- penicilin – sir Alexander Fleming
- pneumatika – John Dunlop
- porodní anestezikum – James Young

## R
- radar – sir Robert Watson

## T
- telefon – Graham Bell
- televize – John Logie Baird
- termoska – James Deware
- travní sekačka – Patrick Bell